# Râul Valea Strâmbă, Dâmbovița
Râul Valea Strâmbă este un curs de apă, afluent al râului Cheia. 